# Stenoxenus johnsoni
Stenoxenus johnsoni är en tvåvingeart som beskrevs av Daniel William Coquillett 1899. Stenoxenus johnsoni ingår i släktet Stenoxenus och familjen svidknott. Inga underarter finns listade i Catalogue of Life.